# 红宫 (热那亚)

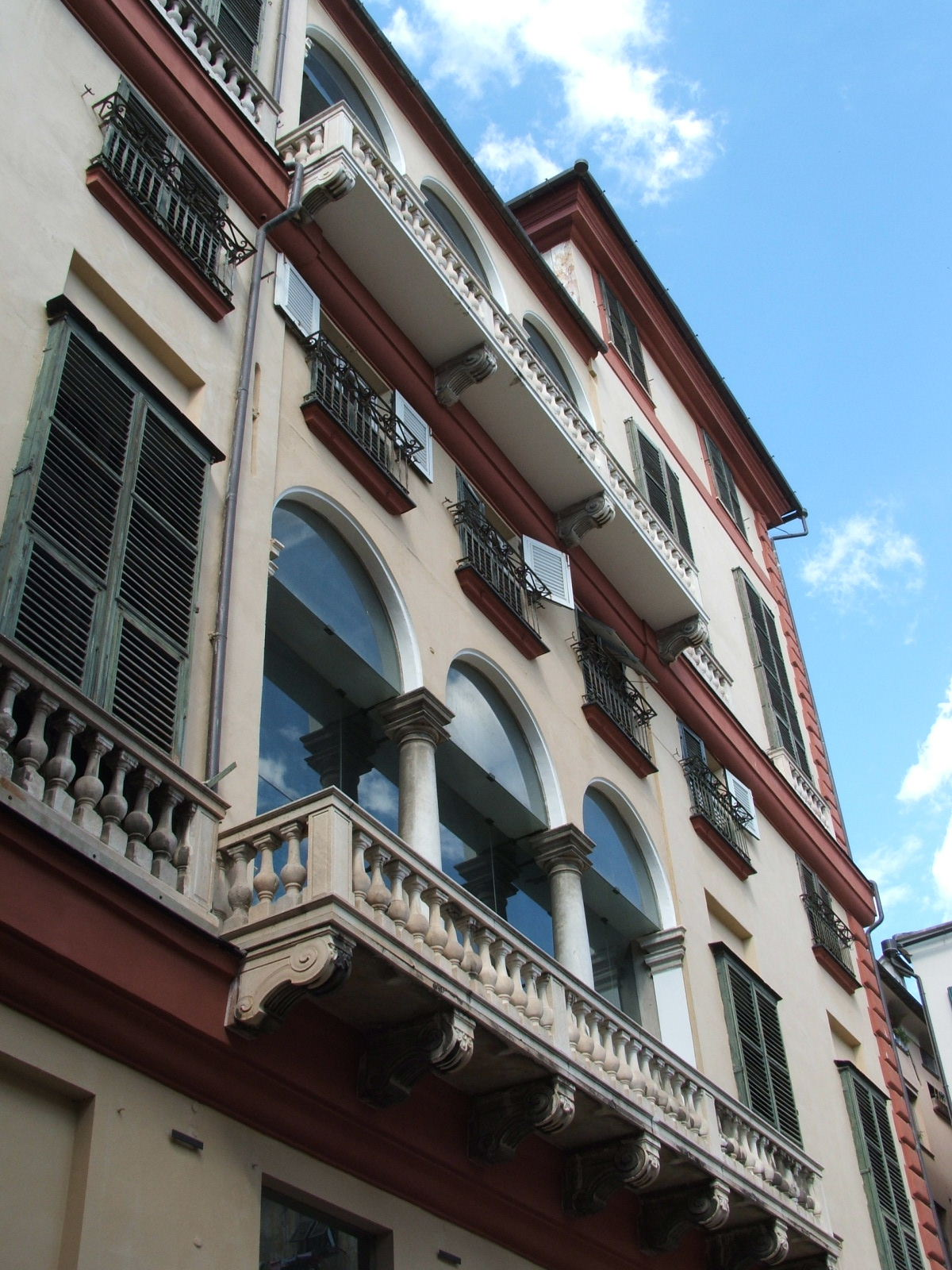
红宫

红宫（Palazzo Rosso）是热那亚的一座古老宫殿。
红宫座落在加里波第街，连同附近的白宫（Palazzo Bianco）和多利亚-图尔西宫，都是热那亚最重要的美术馆之一。
红宫由建筑师彼得安东尼科拉迪（Pietro Antonio Corradi）设计，修建于1671年到1677年之间。 
Brignole Sale 家族拥有这座宫殿，直到1874年，玛丽亚 Brignole Sale,Galliera公爵夫人,遗赠给热那亚市，以“增加其艺术辉煌和实用资源”。这座宫殿后来成为市政财产，成为一座公共美术馆。

## 收藏
Galliera 公爵夫人捐赠的人物画构成了藏品的第一批核心，包括安东尼·凡·戴克、圭多·雷尼、保罗·委罗内塞、圭尔奇诺、格雷戈里奥德法拉利（Gregorio De Ferrari）、阿尔布雷希特·丢勒、Bernardo Strozzi、Mattia Preti等艺术家的作品。